# Kada no Azumamaro

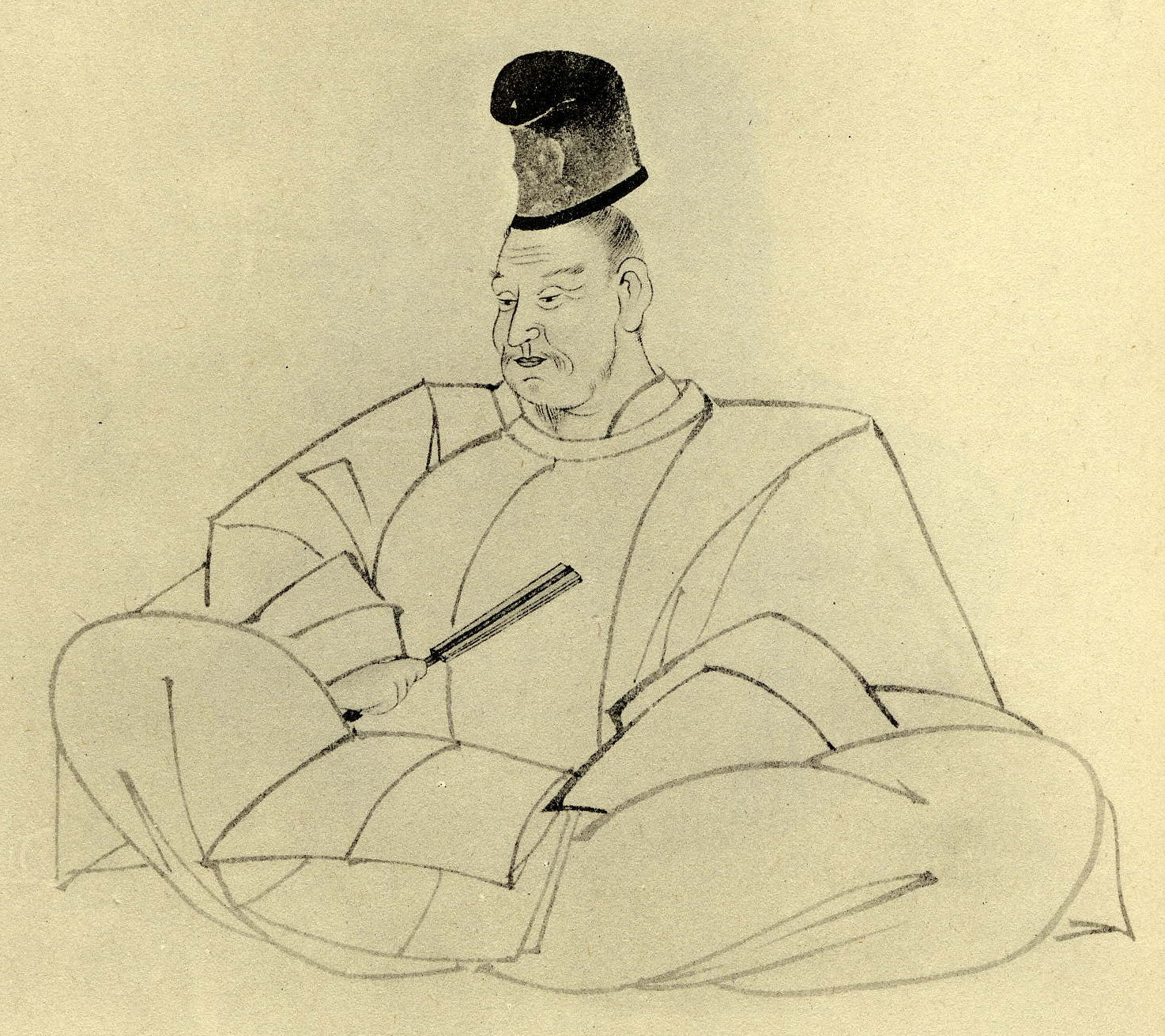
Kada no Azumamaro (荷田春満)

Kada no Azumamaro (en japonés: 荷田 春満) (1669-1736) fue un poeta y filólogo japonés perteneciente al período Edo. Desde temprana edad se dedicó al estudio de la poesía tradicional japonesa y del pensamiento Shinto. Fue tutor de poesía de uno de los hijos del emperador Reigen. En 1699 establece su residencia en Edo. Junto a Keichū es considerado padre fundador del movimiento conocido como Kokugaku (estudios nacionales).
- Datos: Q1334955
- Multimedia: Kada no Azumamaro / Q1334955